# Wysszaja Chokkiejnaja Liga (2010/2011)
Sezon WHL 2010/2011 – pierwszy sezon rosyjskich rozgrywek Wysszaja Chokkiejnaja Liga rozgrywany na przełomie 2010 i 2011.

## Uczestnicy
W sezonie 2010/2011 wystartowało 20 drużyn, podzielonych na dwie konferencje: Zachodnią i Wschodnią. 18 z nich uczestniczyło w poprzednim sezonie, zaś dwa nowe zespoły to Łada Togliatti (wykluczona z KHL) oraz Dinamo Twer.
| Konferencja Zachód - Ariada Wołżsk - Dizel Penza - Dinamo Twer - Krylja Sowietow Moskwa - Kristałł Saratów - Łada Togliatti - Nieftianik Almietjewsk - HK Riazań - HK WMF Sankt Petersburg - HK Sarow |  | Konferencja Wschód - Iżstal Iżewsk - Jermak Angarsk - Jużnyj Urał Orsk - Kazcynk-Torpedo - Mieczeł Czelabińsk - Mołot-Prikamje Perm - Rubin Tiumeń - Sputnik Niżny Tagił - Toros Nieftiekamsk - Zauralje Kurgan |

## Sezon zasadniczy
W sezonie zasadniczym pierwsze miejsce zajął Rubin (124 pkt.)

## Faza play-off
W finale Rubin pokonał Nieftjanika w meczach 4:0.
Złoty medal zdobył Rubin, srebrny - Nieftjanik, a brązowy Toros.